# Psectrocladius brevicosta
Psectrocladius brevicosta är en tvåvingeart som beskrevs av Jean-Jacques Kieffer 1917. Psectrocladius brevicosta ingår i släktet Psectrocladius och familjen fjädermyggor.
Artens utbredningsområde är Washington. Inga underarter finns listade i Catalogue of Life.